# Нашата полиция
„Нашата полиция“ е музикален сингъл на Веселин Маринов от 2010 г.
Песента е представена на празника на Министерството на вътрешните работи от министъра и заместник-председател на управляващата партия ГЕРБ Цветан Цветанов, който отправя трогателно обръщение от сцената към участниците в спектакъла, работещите и служителите в МВР, с изказване на многобройни благодарности към зрителите в НДК, респективно към българския народ. Според Цветан Цветанов „правенето на целия концерт не струва никакви пари (за МВР)“.

Песента предизвиква множество критики, включително за безпрецедентно подмазване на правителството, което може би е заплатено с държавни пари. Оперният певец Калуди Калудов нарича песента „пълна чалга“. Световноизвестният тенор смята, че песента е кощунство. Въпреки всичко, авторът на текста Евтим Евтимов заявява, че се гордее с песента.  В интервю от 2010 г. на въпроса дали съжалява, че е написал текста на песента, Евтим Евтимов заявява: 
| „ | В живота си за нищо не съм съжалявал. Каквото съм направил – направил съм го. Като съм написал слабо стихотворение – скъсвам го и толкова. В случая обаче направихме с желание тази песен, никой не ни я е натрапвал. | “ |

Записана е в юбилейния албум на Веселин Маринов „30 години на сцена“, включващ три компактдиска, изд. „Пайнер“, 2011 г.
Неофициално песента е считана за химн на МВР.

## Анализи
Доцент д-р Любима Йорданова, политолингвист, прави следния анализ на песента:
Текстът е изграден на базата на контраста, характерен за подобен род текстове. В двете крайности на скалата се подреждат съответно думите: в негативната част – предавам, грабя, продажен, престъпници, лъжа, в позитивната – отечество, слава, клетва, истина, гордост, вяра. В този позитивен ред от думи се включват и съчетанията: моята полиция, родната полиция, нашата полиция, както и съкращението МеВеРе. Градирането – мой, роден, наш, включващ личността в общността и сливането ѝ с нея, е особено сполучлив похват на автора на текста.
„Нежни“ полицаи, т.е. балетистите, които представяха фона на песента, изпълнена от Веселин Маринов, не е на мястото си, защото в изпълнението имаше и лека маршировка, и отдаване на чест, и стилизирани според изискванията на хореографията резки движения, наподобяващи част от действия, свързани с функциите на полицията.
Химнът на Министерството на вътрешните работи „Нашата полиция“ не е създаден на празно място, а се включва в утвърдена вече практика, мога да кажа и традиция. В българската история има подобни, да използвам модерната думичка, корпоративни, песни.
Празникът на полицията (на който се представя песента, 2010 г.) беше само малка емоционална пауза в упоритата, ежедневна битка с престъпността. И едва ли заради една политическа поръчка трябваше да огорчава общността и да се внася осъзнат дисонанс в празника ѝ. Друг е въпросът, че се натъкваме на случай, доказващ по неоспорим начин прословутото неумение на българите да се зарадваме на нещо добро, на нещо създадено като позитивно послание към хората от общността.
Политическата манипулация чрез медиите и особено чрез магнетичното въздействие на звука, подкрепен с видео, чрез телевизията и нета не бива да се подценява като целенасочено въздействие върху съзнанието на публиката, за което свидетелстват клиповете с химна, които веднага се появиха в нета. В придружаващите текстове се срещат иронични, поставени в кавички изрази, като „мегахита“ или „мегахита на лятото“. Просто използвана стратегия на омаловажаването, обичайна политическа манипулативна стратегия.
Присъствах на концерта, помня атмосферата, която витаеше в залата, усмихнатите лица на присъстващите, които честитеха празника на полицаите, съвсем доброжелателно. Имах и два повода във връзка с анализа на своя книга да потърся справка в Министерството на вътрешните работи. Удиви ме точността и акуратността на изпълнението, все още неприсъщо за повечето държавни служби в посттоталитарна България. Разбира се, става дума за процес, който започна с новото управление на Министерството на вътрешните работи и личния принос на министър Цветан Цветанов. Този процес, който включва и запознаване на гражданите чрез медиите с трудната професия на полицая, ще продължи и трябва да бъде подкрепен от обществото ни, от всички нас, защото е позитивен. Нали в случай на неприятен личен инцидент ще се обърнем за помощ именно към полицията, към нашата полиция.